# Limenitis urdaneta
Limenitis urdaneta är en fjärilsart som beskrevs av Felder 1863. Limenitis urdaneta ingår i släktet Limenitis och familjen praktfjärilar. Inga underarter finns listade i Catalogue of Life.